# Bundeswahlordnung
Die Bundeswahlordnung, kurz BWO, ist eine deutsche Rechtsverordnung für die Durchführung der Bundestagswahl. Sie wird vom Bundesministerium des Innern auf Grund der Ermächtigung des § 52 Bundeswahlgesetz erlassen.
Sie enthält unter anderem Regelungen über die Bestellung und die Tätigkeit der Wahlorgane, die Aufnahme in das Wählerverzeichnis, die Zulassung von Wahlvorschlägen und die Briefwahl.